# Аксонема

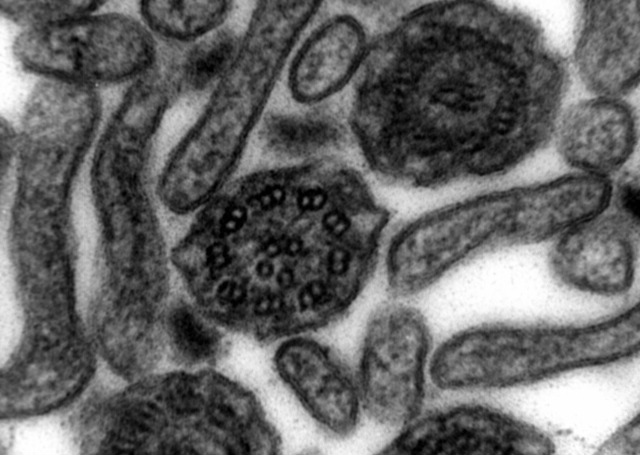
Поперечний зріз через війки, на якому добре помітна структура «9+2»

Схема будови аксонеми джгутика.
1A і 1B — A і B мікротрубочки периферичного дублету;
2 — центральна пара мікротрубочок і центральна капсула;
3 — динеїнові ручки;
4 — радіальна спиця;
5 — нексиновий місток;
6 — клітинна мембрана

Структура еукаріотичного джгутика.
1-аксонема;
2-клітинна мембрани;
3-АТФ;
4-базальне тіло;
5-аксонема джгутика;
6-тріо з мікротрубочок базального тіла

Аксоне́ма або осьова́ ни́тка джгу́тика - складно організований цитоскелетний комплекс, що становить основу ундуліподій або джгутиків і війок еукаріотних клітин.

## Компоненти аксонеми
Для нормально функціонуючих джгутиків більшості еукаріотів характерна так звана структура 9+2 (дев'ять периферичних дублетів мікротрубочок, розташованих по колу, і дві мікротрубочки в центрі). Основа аксонеми розташована в цитоплазмі і разом з прилеглими до неї структурами отримала назву базального тільця джгутика або блефаропласта, дистальна частина аксонеми знаходиться всередині ундуліподії. Крім мікротрубочок до складу аксонема входить велика кількість елементів, що забезпечують обмежену рухливість периферичних дублетів щодо один одного: динеїнові ручки, радіальні спиці і нексінові містки та кільця. Дотепер у складі аксонеми і прилеглих до неї структур ідентифіковано вже більше 250 різних білків.

### Базальне тільце
Лежачі в цитоплазмі клітини основи аксонеми, так зване базальне тільце джгутика (блефаропласт), нерідко пов'язане з клітинним центром, відрізняється від дистальної частини аксонеми тим, що в ній відсутні центральні мікротрубочки, а на периферії розташовується дев'ять триплетів, а не дублетів. Базальне тільце джгутика грає роль центру організації мікротрубочок (ЦОМТ) при самозбиранні аксонеми. З ним зазвичай пов'язаний так званий корінцевий апарат - система фібрилярних елементів, що утворюють кілька закономірно розташованих стрічок (корінців), що йдуть від базального тільця в цитоплазму.

### Периферичні дублети
Периферичні дублети утворені однією повною мікротрубочкою, на зрізі якої, як і у вільних мікротрубочок, помітно 13 розташованих по колу димерів тубуліну (A-мікротрубочки), і однієї неповної мікротрубочки, утвореної 11 димерами тубуліну (B-мікротрубочки).

### Центральні мікротрубочки
У центрі аксонеми проходять дві мікротрубочки, укладені в центральну капсулу. У ряді випадків, наприклад, в нерухомих сенсорних війках центральні мікротрубочки не розвинені. Такий варіант будови аксонеми (з наявними периферійними дублетами, але без центральних мікротрубочок) отримав коротке позначення «9+0». У ряді випадків схема 9+0 виникає як патологічна зміна нормальної аксонеми в результаті мутацій, що призводять до порушень в самозбиранні. Є відомості, що центральні мікротрубочки і центральна капсула можуть обертатися щодо периферичних дублетів.

### Дінеїнові ручки
Так звані динеїнові ручки утворені руховим білком динеїну. Вони кріпляться до A-мікротрубочками периферичних дублетів і направлені до B-мікротрубочки. Молекули динеїну здатні до оборотної зміни конформації при гідролізі АТФ. За рахунок цих змін звернений до B-мікротрубочки кінець ручки може переміщатися, забезпечуючи ковзний рух периферичних дублетів аксонеми щодо один одного.

### Радіальні спиці і нексіни
Радіальні спиці, що відходять від периферичних мікротрубочок до центральної пари, являють собою Т-подібні структури, що кріпляться до А-мікротрубочками периферичних дублетів і звернені розширеним кінцем до центру аксонеми. Будова і функції радіальних спиць вивчені недостатньо. Відомо, що вони складаються з великої кількості білків. На 1981 р. було відомо не менше 17 різних білків, п'ять з яких утворювали голівку і, щонайменше, дванадцять - «ніжку» спиці. На 2006 р. виділено вже 23 білка, з яких для 18 відома структура молекули. Склад радіальних спиць висококонсервативний: для 12 з 18 білків радіальних спиць аксонеми джгутиків хламідомонад знайдені гомологи в аксонеми джгутикових структур людини.
Нескорочувані містки, що зв'язують між собою периферичні дублети, і капсулу навколо центральної пари мікротрубочок утворені білками, які отримали назву нексинів.